# 达内拉
达内拉（Dhanera），是印度古吉拉特邦Banas Kantha县的一个城镇。总人口22183（2001年）。

## 人口
该地2001年总人口22183人，其中男性11599人，女性10584人；0—6岁人口3916人，其中男2053人，女1863人；识字率55.36%，其中男性为67.32%，女性为42.24%。